# Léo Moura
Leonardo da Silva Moura (Niterói, 23 oktober 1978) is een Braziliaanse voetballer die onder de naam Léo Moura als verdediger of middenvelder speelt.

## Clubcarrière
Moura begon bij Botafogo en kwam via Linhares in 1999 bij Germinal Beerschot. Na één seizoen ging hij naar ADO Den Haag waar hij in alle wedstrijden (Eerste divisie, beker en oefenwedstrijden) die hij voor ADO Den Haag speelde 31 maal het net wist te vinden. Door de tegenvallende prestaties van ADO dat jaar zou Leonardo Den Haag na één seizoen alweer verlaten. In het seizoen 2003/2004 speelde hij nog een oefenwedstrijd mee met ADO Den Haag.
Hij keerde terug naar Brazilie waar hij voor Botafogo, Vasco da Gama, Palmeiras, São Paulo, Fluminense. Na een korte periode in 2005 bij het Portugese Braga kwam hij bij Flamengo waar hij tien jaar zou spelen en waar hij aanvoerder werd. Met de club werd hij in 2009 landskampioen.
Moura speelde in de Verenigde Staten en in India en kwam in 2017 bij Grêmio waarmee hij de Copa Libertadores 2017 won.

## Interlandcarrière
In 2008 speelde hij zijn enige wedstrijd voor het Braziliaans voetbalelftal in een vriendschappelijke wedstrijd tegen Ierland.

## Statistieken
| Seizoen   | Club               | Land | Wedstrijden | Doelpunten | Competitie            |
| --------- | ------------------ | ---- | ----------- | ---------- | --------------------- |
| 1997-1998 | Botafogo           | BRA  | -           | -          | Campeonato Brasileiro |
| 1998-1999 | Botafogo           | BRA  | -           | -          | Campeonato Brasileiro |
| 1999-2000 | Germinal Beerschot | BEL  | 24          | 0          | Eerste Klasse         |
| 2000-2001 | ADO Den Haag       | NED  | 29          | 12         | Eerste Divisie        |
| 2001      | Botafogo           | BRA  | 23          | 2          | Campeonato Brasileiro |
| 2002      | Vasco da Gama      | BRA  | 30          | 5          | Campeonato Brasileiro |
| 2002      | Palmeiras          | BRA  | 18          | 0          | Campeonato Brasileiro |
| 2003      | São Paulo          | BRA  | 20          | 0          | Campeonato Brasileiro |
| 2004      | Fluminense FC      | BRA  | 60          | 2          | Campeonato Brasileiro |
| 2005      | SC Braga           | POR  | 8           | 0          | SuperLiga             |
| 2005-2015 | Flamengo           | BRA  | 312         | 27         | Campeonato Brasileiro |

1 Grohe ·
2 Léo Moura ·
3 Geromel ·
4 Kannemann ·
5 Michel ·
6 Leonardo Gomes ·
7 Luan ·
8 Maicon ·
9 Jael ·
10 Cícero ·
11 Éverton ·
12 Bruno Cortez ·
14 Lima ·
15 Vico ·
17 Ramiro ·
18 Maicosuel ·
19 Hernane ·
20 Léo ·
21 Mádson ·
22 Bressan ·
23 Alisson ·
25 Jailson ·
26 Marcelo Oliveira ·
27 Anderson ·
28 Paulo Miranda ·
29 Arthur ·
30 Bruno Grassi ·
31 Poletto ·
36 Matheus Henrique ·
48 Paulo Victor ·
54 Dionathã ·
Coach: Renato Gaúcho